# 特威克納姆
特威克納姆（Twickenham）是英國倫敦西南部的一個地區，在行政區劃上屬於泰晤士河畔里奇蒙倫敦自治市。特威克納姆位於倫敦市中心西南10英里（16）處，在1965年被劃入大倫敦地區。